# 聖安娜 (馬格達萊納省)
聖安娜是哥倫比亞的城鎮，位於該國北部，由馬格達萊納省負責管轄，距離首府聖瑪爾塔335公里，始建於1570年7月26日，面積1,120平方公里，海拔高度25米，2005年人口24,468。

## 外部連結
- （西班牙文） Santa Ana official website
- （西班牙文） Gobernacion del Magdalena - Corregimientos; Santa Ana